# Darious Moten
Darious Lee Moten (Carrollton, 9 maggio 1992) è un cestista statunitense.